# Sulawesibuskgök
Sulawesibuskgök (Cacomantis virescens) är en fågel i familjen gökar inom ordningen gökfåglar.

## Utbredning och systematik
Fågeln återfinns på Sulawesi, på Banggaiöarna och Sulaöarna öster därom samt på Butung och Tukangbesiöarna söder och sydöst om sydöstra Sulawesi. Den behandlas som monotypisk, det vill säga att den inte delas in i några underarter. Tidigare behandlades den som underart till Cacomantis sepulcralis men urskiljs som egen art baserat på skillnader i morfologi och läten. 

## Status
IUCN erkänner den inte som art, varför dess hotstatus inte bedömts.